# Mullin (Texas)
Mullin è un centro abitato degli Stati Uniti d'America situato nella contea di Mills dello Stato del Texas.
La popolazione era di 179 persone al censimento del 2010.

## Geografia fisica
Brownwood Adjacent è situata a 31°33′23″N 98°39′56″W (31.556394, -98.665468).
Secondo lo United States Census Bureau, ha un'area totale di 0,5 miglia quadrate (1,3 km²).

## Società

### Evoluzione demografica
Secondo il censimento del 2000, c'erano 175 persone, 69 nuclei familiari e 48 famiglie residenti nella città. La densità di popolazione era di 376,5 persone per miglio quadrato (146,9/km²). C'erano 84 unità abitative a una densità media di 180,7 per miglio quadrato (70,5/km²). La composizione etnica della città era formata dal 90,86% di bianchi, l'8,57% di altre razze, e lo 0,57% di due o più etnie. Ispanici o latinos di qualunque razza erano il 9,71% della popolazione.
C'erano 69 nuclei familiari di cui il 27,5% aveva figli di età inferiore ai 18 anni, il 56,5% aveva coppie sposate conviventi, il 7,2% aveva un capofamiglia femmina senza marito, e il 30,4% erano non-famiglie. Il 26,1% di tutti i nuclei familiari erano individuali e il 15,9% aveva componenti con un'età di 65 anni o più che vivevano da soli. Il numero di componenti medio di un nucleo familiare era di 2,54 e quello di una famiglia era di 3,08.
La popolazione era composta dal 28,6% di persone sotto i 18 anni, il 4,6% di persone dai 18 ai 24 anni, il 19,4% di persone dai 25 ai 44 anni, il 25,1% di persone dai 45 ai 64 anni, e il 22,3% di persone di 65 anni o più. L'età media era di 42 anni. Per ogni 100 femmine c'erano 94,4 maschi. Per ogni 100 femmine dai 18 anni in giù, c'erano 108,3 maschi.
Il reddito medio di un nucleo familiare era di 24.167 dollari e quello di una famiglia era di 28.182 dollari. I maschi avevano un reddito medio di 23.333 dollari contro i 19.375 dollari delle femmine. Il reddito pro capite era di 10.088 dollari. Circa il 25,8% delle famiglie e il 34,7% della popolazione erano sotto la soglia di povertà, incluso il 47,9% di persone sotto i 18 anni di età e il 18,9% di persone di 65 anni o più.

## Istruzione
Mullin è servita dal Mullin Independent School District ed è sede della Mullin High School.